# 1954年の日本公開映画
- 映画 > 映画の一覧 > 年度別日本公開映画 > 1954年の日本公開映画
- 映画 > 1954年の映画 > 1954年の日本公開映画

1954年の日本公開映画（1954ねんのにほんこうかいえいが）では、1954年（昭和29年）1月1日から同年12月31日までに日本で商業公開された映画の一覧を記載。作品名の右の丸括弧内は製作国を示す。
記載の凡例については年度別日本公開映画#凡例を参照

## 作品一覧

### 1月
- 1日
  - アーン ( インド)
- 2日
  - 吹き荒ぶ風 ( アメリカ合衆国)
- 3日
  - 底抜けびっくり仰天 ( アメリカ合衆国)
- 4日
  - 楽しき我が家 ( アメリカ合衆国)
- 8日
  - グレン・ミラー物語 ( アメリカ合衆国)
- 9日
  - お役者変化 ( 日本)
- 14日
  - 二つの世界の男 ( イギリス)
- 15日
  - メルバ ( アメリカ合衆国)
  - 山の音 ( 日本)
- 29日
  - 私刑される女 ( アメリカ合衆国)

### 2月
- 密輸船 ( ドイツ)
- 3日
  - バラントレイ卿 ( アメリカ合衆国)
- 4日
  - 懐かしの日々 ( イタリア)
- 6日
  - 素晴らしき哉、人生! ( アメリカ合衆国)
- 10日
  - さらばラバウル ( 日本)
  - ひよどり草紙 ( 日本)
- 15日
  - デカメロン夜話 ( イギリス)
- 17日
  - 雨に濡れた欲情 ( アメリカ合衆国)
- 18日
  - 限りなき追跡 ( アメリカ合衆国)
  - 月蒼くして ( アメリカ合衆国)
- 22日
  - 凸凹海賊船 ( アメリカ合衆国)
- 23日
  - 第十七捕虜収容所 ( アメリカ合衆国)
- 25日
  - 乱暴者 ( アメリカ合衆国)

### 3月
- 3日
  - 濡れ髪権八 ( 日本)
  - 花と龍 第一部 洞海湾の乱斗 ( 日本)
- 5日
  - オリーヴの下に平和はない ( イタリア)
- 6日
  - アンリエットの巴里祭 ( フランス)
  - 春の悶え ( スウェーデン)
- 10日
  - 戦慄の七日間 ( イギリス)
- 12日
  - ダンボ ( アメリカ合衆国)
- 13日
  - 阿波おどり狸合戦 ( 日本)
- 16日
  - 子供たちは見ている ( イタリア)
- 17日
  - アスファルト・ジャングル ( アメリカ合衆国)
  - 家庭の事情 馬ッ鹿じゃなかろかの巻 ( 日本)
  - 百万長者と結婚する方法 ( アメリカ合衆国)
  - 落語長屋は花ざかり ( 日本)
- 18日
  - 我れ暁に死す ( アメリカ合衆国)
- 19日
  - 女ごころ ( ノルウェー)
- 20日
  - 想い出 ( アメリカ合衆国 /  フランス）
- 23日
  - ゲリラ部隊未だ降伏せず ( フィリピン)
- 24日
  - 花と龍 第二部 愛憎流転 ( 日本)
- 25日
  - 悪魔をやっつけろ ( アメリカ合衆国 /  イギリス /  イタリア）
- 26日
  - 王者の剣 ( アメリカ合衆国)
- 31日
  - 芸者小夏 ( 日本)
  - 山椒大夫 ( 日本)

### 4月
- 1日
  - サスカチワンの狼火 ( アメリカ合衆国)
  - モガンボ ( アメリカ合衆国)
- 6日
  - 灼熱の決闘 ( インド)
- 7日
  - 放浪記 ( 日本)
- 8日
  - 禁断の木の実 ( フランス)
- 13日
  - 勇魂よ永遠に ( アメリカ合衆国)
- 14日
  - 続家庭の事情 さいざんすの巻 ( 日本)
- 15日
  - 怒りの海 ( イギリス)
  - 私は告白する ( アメリカ合衆国)
- 19日
  - 摩天樓の影 ( アメリカ合衆国)
- 20日
  - 大阪の宿 ( 日本)
  - 嘆きのテレーズ ( フランス /  イタリア)
  - 無法街 ( アメリカ合衆国)
  - 若き親衛隊 ( ソビエト連邦)
- 21日
  - 快盗三人吉三 ( 日本)
  - 御ひいき六花撰 素ッ飛び男 ( 日本)
- 24日
  - 壮烈カイバー銃隊 ( アメリカ合衆国)
- 26日
  - 地獄への退却 ( アメリカ合衆国)
  - 七人の侍 ( 日本)
- 27日
  - 悪魔が来りて笛を吹く ( 日本)
  - 君の名は（第三部）( 日本)
  - ローマの休日 ( アメリカ合衆国)[1][2]
- 28日
  - ノックは無用 ( アメリカ合衆国)
- 29日
  - ブラボー砦の脱出 ( アメリカ合衆国)

### 5月
- 1日
  - 円卓の騎士 ( アメリカ合衆国)
- 2日
  - 魔術の恋 ( アメリカ合衆国)
- 3日
  - 女の戦場 ( アメリカ合衆国)
  - 地獄の狼 ( アメリカ合衆国)
- 10日
  - ノーマンのデパート騒動 ( イギリス)
- 13日
  - 愛情の瞬間 ( フランス)
- 15日
  - 紅薔薇は山に散る ( イタリア)
- 16日
  - 私は子供が欲しい ( デンマーク)
- 18日
  - 足摺岬 ( 日本)
  - 断固戦う人々 ( イギリス)
- 22日
  - 十二哩の暗礁の下に ( アメリカ合衆国)
- 25日
  - ボルジア家の毒薬 ( フランス/ イタリア)
- 28日
  - 上級生の寝室 ( フランス)
  - ホンドー ( アメリカ合衆国)

### 6月
- 1日
  - 暗黒街脱出 ( アメリカ合衆国)
- 4日
  - 山河遥かなり ( アメリカ合衆国)
- 5日
  - 土曜は貴方に ( アメリカ合衆国)
- 9日
  - 嵐に叛く女 ( アメリカ合衆国)
  - 汽車を見送る男 ( イギリス)
- 15日
  - 浮気は巴里で ( イギリス)
  - 晩菊 ( 日本)
- 19日
  - 地獄と高潮 ( アメリカ合衆国)
  - ジャングルの決死行 ( イギリス)
  - 南の誘惑 ( スペイン/ フランス)
  - 陽気なドン・カミロ ( フランス)
- 22日
  - 南部に轟く太鼓 ( アメリカ合衆国)
  - 波止場 ( アメリカ合衆国)
- 23日
  - 謎のモルグ街 ( アメリカ合衆国)
  - 美男天狗党 ( 日本)
- 24日
  - 太陽のない街 ( 日本)
- 27日
  - 春琴物語 ( 日本)
- 30日
  - 家庭の事情 おこんばんわの巻 ( 日本)
  - やくざ囃子 ( 日本)

### 7月
- 3日
  - 外人部隊 ( フランス/ イタリア)
  - 忘れじの面影 ( アメリカ合衆国)
- 6日
  - 伝七捕物帖　刺青女難 ( 日本)
- 12日
- 大アマゾンの半魚人 ( アメリカ合衆国)
- 13日
  - 赤い山 ( アメリカ合衆国)
  - あの手この手 ( アメリカ合衆国)
  - 黒い絨毯 ( アメリカ合衆国)
  - 潜水艦ろ号 未だ浮上せず ( 日本)
- 15日
  - 夜の人々 ( アメリカ合衆国)
- 24日
  - われら女性 ( イタリア)
- 25日
  - 恐怖の報酬 ( フランス/ イタリア)
- 27日
  - 沓掛時次郎 ( 日本)
- 28日
  - 家庭の事情 ネチョリンコンの巻 ( 日本)
  - 陽気な探偵 ( 日本)

### 8月
- 3日
  - 巨象の道 ( アメリカ合衆国)
- 4日
  - 新婚たくあん夫婦 ( 日本)
- 7日
  - コンクリートの中の男 ( イギリス)
- 8日
  - マラガ ( イギリス)
- 9日
  - こぐま物語 ( アメリカ合衆国)
  - 路上の夜 ( ドイツ)
- 10日
  - 犬神家の謎 悪魔は踊る ( 日本)
  - 放射能X ( アメリカ合衆国)
- 16日
  - ケイン号の叛乱 ( アメリカ合衆国)
  - ジョニー・ダーク ( アメリカ合衆国)
- 17日
  - O・K・ネロ ( イタリア)
  - 雪原の追跡 ( アメリカ合衆国)
- 18日
  - コロラドの急襲 ( アメリカ合衆国)
- 20日
  - 巴里の気まぐれ娘 ( フランス)
- 22日
  - 豪傑カサノヴァ ( アメリカ合衆国)
- 23日
  - 偽りの花園 ( アメリカ合衆国)
  - ラプソディー ( アメリカ合衆国)
- 24日
  - 帰らざる河 ( アメリカ合衆国)
  - 裁きは終りぬ ( フランス)

### 9月
- 1日
  - 江戸の夕映 ( アメリカ合衆国)
- 13日
  - 奇蹟は一度しか起こらない ( フランス/ イタリア)
  - 殺人者はバッヂをつけていた ( アメリカ合衆国)
- 14日
  - 青い麦 ( フランス)
  - 紅の翼 ( アメリカ合衆国)
  - 二十四の瞳 ( 日本)
  - ハワイ珍道中 ( 日本)
  - 北京超特急 ( アメリカ合衆国)
- 16日
  - ローズ・マリー ( アメリカ合衆国)
- 21日
  - 君知るや南の国 ( アメリカ合衆国)
- 22日
  - 月よりの使者 ( 日本)
- 26日
  - 宮本武蔵( 日本)
- 28日
  - 麗しのサブリナ ( アメリカ合衆国)[1]
- 29日
  - 鉄仮面 ( 日本)

### 10月
- 5日
  - 憧れの小径 ( イギリス)
  - ダイヤルMを廻せ! ( アメリカ合衆国)
  - タンガニイカ ( アメリカ合衆国)
- 6日
  - 快傑鷹 第一篇 蛟竜風雲の巻 ( 日本)
  - 火の女 ( 日本)
- 8日
  - アパッチ ( アメリカ合衆国)
- 9日
  - 明日に別れの接吻を ( アメリカ合衆国)
  - 炎と剣 ( アメリカ合衆国)
- 13日
  - 快傑鷹 第二篇 奔流怒濤の巻 ( 日本)
  - 少年ケニヤ ( 日本)
  - 暴力に挑む男 ( アメリカ合衆国)
  - 幽霊男 ( 日本)
- 15日
  - 街の野獣 ( アメリカ合衆国)
- 16日
  - アンドロクレスと獅子 ( アメリカ合衆国)
- 17日
  - 忠臣蔵　花の巻・雪の巻 ( 日本)
- 19日
  - 悪の花園 ( アメリカ合衆国)
  - 王家の谷 ( アメリカ合衆国)
  - 遠い国( アメリカ合衆国)
- 20日
  - 潮騒 ( 日本)
- 22日
  - コレヒドール戦記 ( アメリカ合衆国)
- 26日
  - 掠奪された七人の花嫁（( アメリカ合衆国)
- 27日
  - 仇討珍剣法 ( 日本)
  - 新しき天 ( 日本)
  - 快傑鷹 第三篇 剣風乱舞の巻 ( 日本)
  - 大砂塵 ( アメリカ合衆国)
  - ディミトリアスと闘士 ( アメリカ合衆国)
- 28日
  - しのび逢い リポア君の恋愛修行 ( フランス)
- 29日
  - 狂熱の孤独 ( フランス/ メキシコ)

### 11月
- 1日
  - 歌ごよみ お夏清十郎 ( 日本)
- 3日
  - ゴジラ ( 日本)
- 9日
  - 女の獄舎 ( イタリア)
  - さんざめく舞踏会の夜 ( ドイツ)
  - 対決 ( アメリカ合衆国)
- 10日
  - あんみつ姫・甘辛城の巻 ( 日本)
  - 新鞍馬天狗 第二話 東寺の決闘 ( 日本)
- 11日
  - 裸足の伯爵夫人 ( アメリカ合衆国)
  - ロミオとジュリエット ( イギリス)
- 13日
  - アロウヘッド ( アメリカ合衆国)
  - 目撃者は語らず ( アメリカ合衆国)
- 17日
  - 馬賊芸者 ( 日本)
- 19日
  - 折れた槍 ( アメリカ合衆国)
  - フォルウォスの黒楯 ( アメリカ合衆国)
- 20日
  - 愛の泉 ( アメリカ合衆国)
  - ターザンと密林の女王 ( アメリカ合衆国)
- 22日
  - 新撰組鬼隊長 ( 日本)
- 23日
  - あんみつ姫・妖術競べの巻 ( 日本)
  - 女性に関する十二章 ( 日本)
  - 近松物語 ( 日本)
- 27日
  - 叛逆者 ( アメリカ合衆国)

### 12月
- 1日
  - 密輸船 ( 日本)
- 7日
  - パンと恋と嫉妬 ( イタリア)
- 8日
  - 丹下左膳 こけ猿の壺 ( 日本)
  - 照る日くもる日 前篇 ( 日本)
- 12日
  - 怪僧ラスプーチン ( フランス/ イタリア)
  - 彼等は馬で西へ行く ( アメリカ合衆国)
- 13日
  - 戦車を駆る女王　テオドラ ( イタリア/ フランス)
- 14日
  - 異教徒の旗印 ( アメリカ合衆国)
  - 肉体の誘惑 ( イタリア)
  - 虹の世界のサトコ ( ソビエト連邦)
- 15日
  - 照る日くもる日 後篇 ( 日本)
  - バンド・ワゴン ( アメリカ合衆国)
- 17日
  - ホワイト・クリスマス ( アメリカ合衆国)
- 19日
  - たそがれの女心 ( フランス/ イタリア)
- 21日
  - 秘境ザンジバー ( イギリス)
  - 水戸黄門漫遊記 天晴れ浮世道中 ( 日本)
- 24日
  - ブリガドーン ( アメリカ合衆国)
- 25日
  - 赤と黒 ( フランス)
  - オズの魔法使 ( アメリカ合衆国)
- 26日
  - 凸凹フランケンシュタインの巻 ( アメリカ合衆国)
- 27日
  - ジャングルの決闘 ( アメリカ合衆国)
- 28日
  - 浮かれ狐千本桜 ( 日本)
  - お月様には悪いけど ( 日本)
  - 俺の拳銃は素早い ( 日本)
- 29日
  - 岩見重太郎 決戦天の橋立 ( 日本)
  - 七変化狸御殿 ( 日本)
  - 透明人間 ( 日本)